# Allobaccha amphithoe
Allobaccha amphithoe är en tvåvingeart som först beskrevs av Walker 1849.  Allobaccha amphithoe ingår i släktet Allobaccha och familjen blomflugor. Inga underarter finns listade i Catalogue of Life.